# Ventilago palawanensis
Ventilago palawanensis är en brakvedsväxtart som beskrevs av Adolph Daniel Edward Elmer. Ventilago palawanensis ingår i släktet Ventilago och familjen brakvedsväxter. Inga underarter finns listade i Catalogue of Life.